# Il coniglietto rosso
Il coniglietto rosso (Little Red Riding Rabbit) è un film del 1944 diretto da Friz Freleng. È un cortometraggio d'animazione della serie Merrie Melodies, prodotto dalla Leon Schlesinger Productions e uscito negli Stati Uniti il 4 gennaio 1944. Il corto è una parodia della fiaba Cappuccetto Rosso, e rappresenta la prima occasione in cui Mel Blanc fu accreditato. Dal 1996 viene distribuito col titolo Coniglietto Rosso.

## Trama
Cappuccetto Rosso (raffigurata come un'adolescente contemporanea dalla voce assordante) sta portando alla sua nonna un cestino con dentro Bugs Bunny. Viene però vista dal lupo cattivo, che quindi arriva prima di lei alla casa della nonna momentaneamente assente. Il lupo si traveste da nonna e si mette a letto (cacciando via alcuni suoi simili), ma quando Cappuccetto Rosso arriva il lupo dimostra di non essere più interessato a lei ma a Bugs, e la butta fuori dalla porta. Il lupo inizia a inseguire (invano) Bugs per mangiarselo, ma l'inseguimento viene ripetutamente interrotto da Cappuccetto Rosso che rientra in casa per descrivere alla "nonna" i vari cambiamenti che vede in lei. Gli interventi finiscono per infastidire anche Bugs, che così stringe una tregua con il lupo per punire la ragazzina petulante.

## Distribuzione

### Edizione italiana
Il corto fu distribuito nei cinema italiani dalla DEAR Film il 27 giugno 1962 all'interno del programma La cavalcata dei dodici, in inglese sottotitolato. Fu doppiato per la televisione nel 1996 dalla Angriservices Edizioni sotto la direzione di Renzo Stacchi. Non essendo stata registrata una colonna internazionale, fu sostituita la musica presente durante i dialoghi e le canzoni rimasero in inglese.

### Edizioni home video

#### VHS
America del Nord
- Bugs Bunny Cartoon Festival Featuring "Little Red Riding Rabbit" (1986)
- Bugs & Daffy: The Wartime Cartoons (marzo 1989)
- The Very Best of Bugs (1990)
- The Golden Age of Looney Tunes Volume 6: Friz Freleng (1992)

#### Laserdisc
- Bugs & Daffy: The Wartime Cartoons (marzo 1989)
- The Golden Age of Looney Tunes (11 dicembre 1991)

#### DVD e Blu-ray Disc
Il corto fu pubblicato in DVD-Video in America del Nord nel primo disco della raccolta Looney Tunes Golden Collection: Volume 2 (intitolato Bugs Bunny Masterpieces) distribuita il 2 novembre 2004; il DVD fu pubblicato in Italia il 16 marzo 2005 nella collana Looney Tunes Collection, col titolo Bugs Bunny: Volume 2. Fu poi incluso nel primo disco della raccolta DVD Looney Tunes Spotlight Collection Volume 8, uscita in America del Nord il 13 maggio 2014, e nel primo disco della raccolta Looney Tunes Platinum Collection: Volume Three, uscita in America del Nord in Blu-ray Disc il 12 agosto 2014 e in DVD il 4 novembre. Fu infine incluso nel DVD Looney Tunes Parodies Collection, uscito in America del Nord il 4 febbraio 2020.

## Accoglienza
Nel 1994 Il coniglietto rosso si classificò al 39º posto nel libro di Jerry Beck The 50 Greatest Cartoons. Il curatore del Cartoon Art Museum Andrew Farago lo ha scelto per l'inclusione nel libro The 100 Greatest Looney Tunes Cartoons, scrivendo: "Il coniglietto rosso è, senza dubbio, il mio cartone animato di Fritz Freleng preferito. La regia è fantastica, l'animazione è di prima qualità, la parlantina è brillante... ma ciò che rende questo cartone animato al di sopra degli altri trecento e oltre diretti da Freleng è la musica. Carl Stalling comincia con "The Lady in Red" nei titoli di testa, il che è divertente e tutto il resto, ma quando Cappuccetto Rosso appare per la prima volta sullo schermo, cantando a squarciagola la sua indimenticabile interpretazione di "Five O'Clock Whistle" di Cole Porter, sai che ti aspetta qualcosa di speciale. Bea Benadaret azzecca la sua performance, e in poche assordanti note sai tutto quello che ti serve sapere su Cappuccetto Rosso".